# Kamenicko
Kamenicko je osada, součást obce Střítež pod Křemešníkem v okrese Pelhřimov v kraji Vysočina. Nachází se u silnice mezi Prosečí pod Křemešníkem a Branišovem, asi 8 km jihovýchodně od centra Pelhřimova. V roce 2021 zde žilo 48 obyvatel v patnácti domech.
Kamenickem prochází silnice III/1334. Skládá se ze dvou částí: západní část tvoří původní poplužní dvůr Kamenicko, který je zobrazen již na prvním vojenském mapování, zatímco východní část (která je, na rozdíl od západní části, označená na začátku a konci značkami s názvem Kamenicko) je novější a je zobrazena až na třetím vojenském mapování. Obě části osady od sebe odděluje Kladinský potok. Na místě dnešní samoty Novákova Pila se nacházel na Kladinském potoce Kamenický mlýn, který údajně vznikl v 17. století a byl v roce 1912 přestavěn na pilu.
V Kamenicku je registrováno 14 čísel popisných (bez Novákovy pily), z toho pět v západní části a devět ve východní části. Ve východní části jsou rovněž registrována dvě čísla evidenční.